# Off topic
Off topic (někdy zkracováno OT) je výraz přejatý z angličtiny a znamená mimo téma. Tento výraz se dává většinou na fóra jako sekce, kam mohou uživatelé psát cokoliv, co chtějí, eventuálně jako označení stavu, kdy se přispěvatelé odchylují od tématu.